# 형벌 대속
형벌 대속(刑罰代贖, 영어: penal substitution)은 기독교 신학에서 속죄에 대한 다양한 이론들 중의 하나이다.  이것은 그리스도가 죄인을 대신해서 죄인의 자리에서 형벌을 받아 하나님의 공의의 요구를 만족시킴으로 하나님께서 죄인들이 가진 죄를 용서할 수 있도록 가능케 했다는 이론이다. 칼빈주의 전통에서 주로 사용되었다.  이 이론은 복음주의에서 가장 많이 받아들여지는 속죄 교리이다. 

## 같이 보기
- 속죄
- 천벌